# 曲水铁索桥
曲水铁索桥（藏语：ཆུ་ཤུལ་ལྕགས་ཟམ），是一座横跨雅鲁藏布江的悬索桥，位于中国西藏拉萨附近的曲水县，1430年由汤东杰布建造。

## 圖集
- 这张地图中描绘的曲水铁索桥渡轮从1800年代中期开始，展示了一座铁链桥、一座马头渡轮和一艘牦牛皮船。
- 1878年为印度调查局工作的印度间谍绘制的图表
- 于1938年拍摄的曲水铁索桥
- 曲水雅鲁藏布江大桥，中国代替曲水铁索桥修建的混凝土桥。
- 1930 年代的渡口
- 现代休闲渡轮